# Route européenne 844
Pour les articles homonymes, voir Route 844.
La route européenne 844 est une route reliant Spezzano Albanese à Sibari, toutes deux situées en Italie.